# Tricliceras longipedunculatum
Tricliceras longipedunculatum là một loài thực vật có hoa trong họ Lạc tiên. Loài này được (Mast.) R. Fern. miêu tả khoa học đầu tiên năm 1975.